# Variaciones Diabelli (Beethoven)

33 Variaciones sobre un Vals de Diabelli, tema.

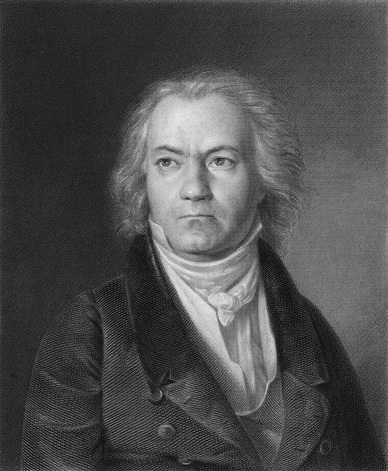
Beethoven en 1823

Las 33 Variaciones para piano en Do mayor sobre un vals de Diabelli, más comúnmente llamadas como las Variaciones Diabelli, son un conjunto de variaciones para piano de Ludwig van Beethoven sobre un vals de Anton Diabelli. Fueron compuestas entre 1819 y 1823 y constituyen, como obra, el opus 120 del compositor de Bonn.
El musicólogo inglés Donald Francis Tovey (1875-1940) ha definido las variaciones como "el mayor conjunto de variaciones jamás escritas". El pianista Alfred Brendel las ha descrito como "la más grande de todas las obras de piano". En el libro, Beethoven: la última década 1817-1827, Martin Cooper escribió: "La variedad de tratamiento es casi sin paralelo, por lo que el trabajo representa un libro de estudios avanzados en la forma de expresión de Beethoven y su uso del teclado, así como una obra monumental por derecho propio". Además, Arnold Schönberg escribe en su libro Funciones estructurales de la armonía: "en cuanto a su armonía, merece ser llamado el trabajo más aventurero Beethoven".

## Origen de la obra
La pieza surgió de Diabelli, un conocido editor de música y compositor, que envió su vals a un número de compositores, pidiéndoles a cada uno de ellos que escribieran una variación. Su intención era publicar todas las variaciones en un volumen, haciendo una especie de antología sobre los que él consideraba como los compositores más importantes de su tiempo. Cincuenta compositores colaboraron (entre ellos estaba Franz Liszt, a la sazón un niño de 11 años), y sus variaciones fueron publicadas como Vaterländischer Künstlerverein (Asociación de Artistas Patrióticos). Beethoven, sin embargo, en vez de escribir solo una variación, se comprometió tanto con las posibilidades que permitía el vals, que escribió una serie de treinta y tres. Diabelli publicó las variaciones de Beethoven en un volumen por separado. Ahora se considera como una de las más grandes obras para piano del compositor, así como uno de los más acabados conjuntos de variaciones de su tiempo.
En efecto, como resultado de una curiosa idea comercial, el editor de música y compositor vienés Anton Diabelli pidió a principios de 1819 a varios compositores contemporáneos muy conocidos de toda Austria y Bohemia (pero sobre todo vieneses y músicos que trabajaban allí) por medio de una carta de invitación para escribir una variación sobre un tema de vals que él había escrito, que luego debería publicarse como una antología en su editorial musical Cappi & Diabelli, recién fundada en 1818. Cincuenta compositores siguieron el llamamiento de Diabelli, incluidos Carl Czerny, Johann Nepomuk Hummel, Ignaz Moscheles, Conradin Kreutzer, Franz Xaver Mozart y Franz Schubert.
Se suponía que Beethoven también contribuiría con una pieza, pero como era de esperar no estaba muy entusiasmado con la idea del proyecto conjunto ni con la calidad compositiva del tema de Diabelli y se dice que despectivamente llamó al vals "Schusterfleck" (= término despectivo para la música que trabaja con conjuntos armónicos). Inmediatamente le hizo saber al editor que estaría dispuesto a trabajar solo en el tema por 40 ducados. Diabelli incluso le ofreció el doble si no escribía más de siete variaciones, pero Beethoven no se conformó con eso. Después de haberle advertido repetidamente por escrito u oralmente, en 1823 fue el último compositor en entregar su aportación, que fue un ciclo completo con "33 variaciones".

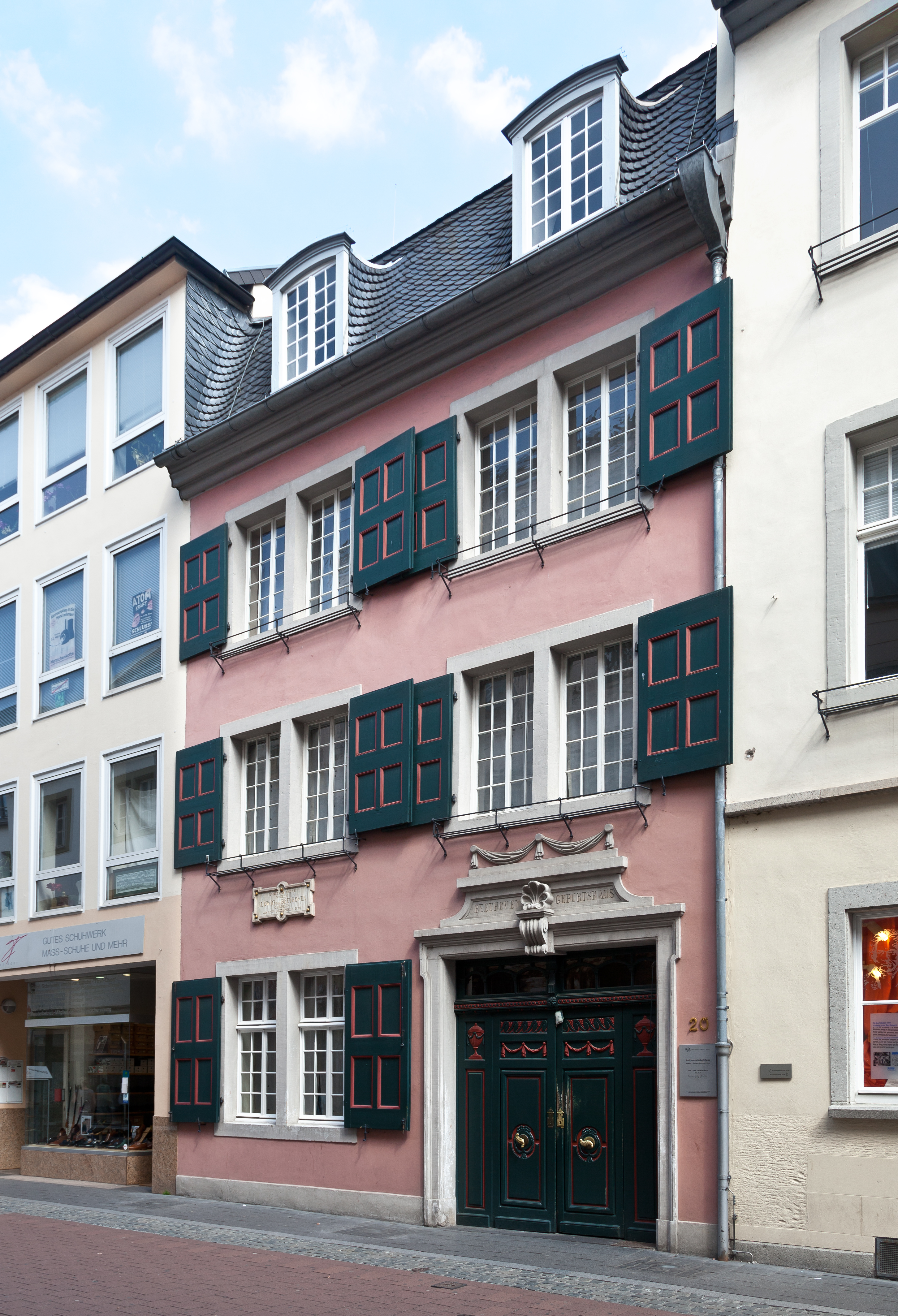
Beethoven-Haus de Bonn

Diabelli estaba tan entusiasmado con la obra compuesta por Beethoven que inicialmente publicó su ciclo de variaciones por separado en 1823. En línea con su idea original de una colección de variaciones (con una variación por cada compositor), finalmente le siguió un volumen doble en 1824: en la primera parte las "33 Variaciones" de Beethoven op. 120, en la segunda parte "50 Variaciones por los más excelentes compositores y virtuosos de Viena" (ordenados alfabéticamente por el nombre del autor) con una coda de Carl Czerny. La edición fue anunciada por la editorial musical Cappi & Diabelli bajo el título ficticio de Asociación de Artistas Patrióticos de la siguiente manera:
    “Todos los connotados compositores y virtuosos del fortepiano que ahora viven en el país, cincuenta en total, se han unido para componer una variación sobre un mismo tema que se les presentaba […]. Antes nuestro gran Beethoven [...] había agotado todas las profundidades del genio y del arte sobre un mismo tema en 33 variaciones (publicadas por nosotros), que forman la primera parte de esta obra, en un arreglo magistralmente original. Entonces, qué interesante debe ser cuando todos los demás músicos [...] en el suelo clásico de Austria [...] desarrollan su talento en el mismo motivo [...]".
Se dice que el propio Beethoven no estaba contento con la publicación de Diabelli e incluso vio su obra devaluado como resultado de ella. Después de haberle ofrecido a su editor Peters las "Variaciones sobre un vals para piano solo" en junio de 1822, le pidió a su antiguo alumno Ferdinand Ries a principios de mayo de 1823 que encontrara un editor inglés para su Opus 120. Sin embargo, Beethoven solo le envió una partitura en julio de 1823, razón por la cual la edición en inglés planificada por T. Boosey & Co. finalmente no se materializó.

## Proceso de composición
Las Variaciones Diabelli se crearon en dos etapas:
Después de que Beethoven comenzara a componer las primeras variaciones en la primavera de 1819, se interrumpió en el verano para trabajar en sus tres últimas sonatas para piano las op.109, op.110 y op.111, las Bagatelas op.119 y la Missa solemnis. En este punto, 23 de las 33 variaciones ya se habían completado. Beethoven interrumpió así el proceso de composición en una etapa avanzada. En febrero de 1820 mencionó las variaciones en una carta al editor Simrock como aún incompletas. 
En marzo o abril de 1823 completa las 33 variaciones sobre el vals de A. Diabelli. Durante el segundo período creativo de 1822-1823, se crearon más variaciones que, con la excepción de las variaciones actuales Nos. 1, 2 y 25, que se insertaron más tarde, se agregaron a las anteriores. Esto indica que el enfoque de Beethoven sobre la obra había cambiado en contraste con el primer período creativo.
Como señala la periodista musical alemana Antonia Ronnewinkel, Beethoven esbozó las primeras variaciones en rápida sucesión y llenó los acordes vacíos con melodías... pero gradualmente escogió elementos individuales del vals Diabelli, se dejó llevar por ellos y los llevó al extremo: a veces místico, a veces grotesco. Al mismo tiempo, la “complacencia seria y retumbante del vals” había desaparecido y la referencia al tema ya no era inmediatamente audible. También parece como si Beethoven estuviera particularmente interesado en los errores y debilidades del tema de Diabelli. El pianista austriaco Alfred Brendel escribe:
    “A pesar de todo lo que contienen en términos de seriedad y lirismo, lo misterioso y depresivo, la fragilidad y el virtuosismo obsesivo, las Variaciones Diabelli de Beethoven son un compendio de comedia musical. […] El vals de Diabelli es “comentado, criticado, mejorado, parodiado, ridiculizado, llevado al absurdo” por Beethoven, despreciado, encantado, ennoblecido, lamentado, llorado, pisoteado y finalmente transfigurado de forma humorística”.

## Partitura autógrafa
Con la ayuda de fondos públicos y las ganancias de una recaudación de fondos, la Beethoven-Haus de Bonn pudo comprar el autógrafo del Opus 120, las 33 variaciones sobre un vals de A. Diabelli “dedicado a Antonia von Brentano” en 2009 por varios millones de euros. Después estuvo en exhibición hasta el 20 de abril de 2010 y una versión digitalizada también está disponible en el sitio web de la casa desde enero de 2010.

## Repercusión
Entre 1782 y 1823, Beethoven compuso alrededor de 20 variaciones sobre un tema propio y de otros, incluyendo las Variaciones Eroica op.35 (1802) y las 32 variaciones sobre un tema original WoO 80 (1806). También se pueden encontrar otros movimientos de variaciones en sus sonatas, sinfonías y obras de música de cámara. Como la última gran creación pianística de Beethoven, que en ese momento tenía 53 años y una pérdida auditiva avanzada, las Variaciones Diabelli tienen un estatus especial, tanto en sus obras completas como dentro del género. Según Christian Thorau, Marius Hofbauer y Jonas Ziehfreund, se trata de música de vanguardia, por así decirlo, muy adelantada a su tiempo y cuyo misterio provocó muchas interpretaciones y comentarios, pianísticos, científicos y compositivos.
Con un tiempo de ejecución de aproximadamente entre 45 y 60 minutos, las Variaciones Diabelli pertenecen junto con las Variaciones Goldberg de Johann Sebastian Bach (1741), las Variaciones sobre un tema de Johann Sebastian Bach de Max Reger (1904) y ¡El pueblo unido nunca será derrotado! de Frederic Rzewski (1975) entre las obras de variación para piano más extensas. En contraste con quizás las Variaciones Goldberg, el Opus 120 de Beethoven no es "solo" una compresión de toda la música anterior, sino al mismo tiempo una apertura innovadora a la música posterior.
El editor musical Simon Chlosta escribe sobre la importancia de las Variaciones Diabelli: “Mientras que las obras de variación eran inicialmente música funcional con el objetivo de entretener, esto cambió de pronto con los grandes ciclos de variación de Beethoven, con los que estableció nuevos estándares en creatividad y brillantez pianística. De ahora en adelante, un ciclo finalmente formó un todo autónomo e inmutable con un desarrollo consistente del tema.” El musicólogo Adolf Bernhard Marx incluso vio las variaciones como una expresión de diferentes “estados mentales” del tema con diferentes caracteres.
Donald Tovey describió las Variaciones Diabelli como "el mayor conjunto de variaciones jamás escrito" y Alfred Brendel incluso habló de "la mejor obra para piano de todos los tiempos". Según Hans von Bülow, la obra es "un microcosmos del genio de Beethoven en general, incluso una representación abstracta de todo el mundo del sonido", mientras que el musicólogo inglés Martin Cooper afirma que la obra representa un libro de estudios avanzados en la forma de expresión de Beethoven y su uso del teclado, así como una obra monumental por derecho propio". Arnold Schönberg escribe en su libro de texto Structural Functions of Harmony (1948): "Con respecto a su armonía, las Variaciones Diabelli merecen ser llamadas la obra más aventurera de Beethoven". Para el periodista musical alemán Christoph Vratz, las Variaciones Diabelli son un hito en el repertorio y un desafío para todos los pianistas por igual: hasta el día de hoy formarían un ciclo que no tiene rival en la historia de la música en términos de audacia, riqueza de detalles, seriedad y humor. Gerhard Oppitz lo cuenta entre las grandes obras de la historia de la música "que ahora comenzamos a comprender".
    “Lo viejo y lo nuevo están uno al lado del otro, más bien: ambos se fusionan en una unidad superior dentro de la arquitectura de desarrollo. El principio de equilibrar los opuestos prevalece en todas partes: el rigor contrapuntístico inexorable se encuentra junto al toque delicado, el virtuosismo desatado junto a los puntos de descanso líricos; la planitud coloreada se alterna con secciones en las que los acentos ásperos 'peinan el tema a contrapelo'.” – Volker Scherliess